# Seks bez penetracji
Seks bez penetracji (ang. outercourse, petting) – aktywność seksualna, która zwykle nie obejmuje penetracji seksualnej, chociaż niektóre jego formy, szczególnie te określane jako „outercourse”, mogą zawierać elementy penetracji związane z pieszczotami palcami lub ustami. Na ogół wyklucza seks waginalny, analny lub oralny, natomiast obejmuje różne formy aktywności seksualnej i nieseksualnej, takie jak frottage, seks manualny, wzajemną masturbację, całowanie i przytulanie.
Ludzie angażują się w seks bez penetracji z różnych powodów, w tym jako formę gry wstępnej, czy też jako główny lub preferowany rodzaj aktywności seksualnej.  Heteroseksualne pary mogą angażować się w seks bez penetracji zamiast stosunku dopochwowego, w celu zachowania dziewictwa lub jako metodę zapobiegania ciąży. Pary jednopłciowe także mogą praktykować seks bez penetracji w celu zachowania dziewictwa, ponadto homoseksualni mężczyźni mogą traktować ten rodzaj seksu jako alternatywę dla penetracji analnej.
Chociaż choroby przenoszone drogą płciową (STI), takie jak opryszczka, HPV i wszy łonowe, mogą być przenoszone podczas seksu bez penetracji poprzez kontakt między narządami płciowymi, to jednak seks bez penetracji jest formą bezpieczniejszego seksu, ponieważ jest mniej prawdopodobne, że dojdzie do wymiany płynów ustrojowych (głównego źródła przenoszenia STI).

## Określenie pojęcia

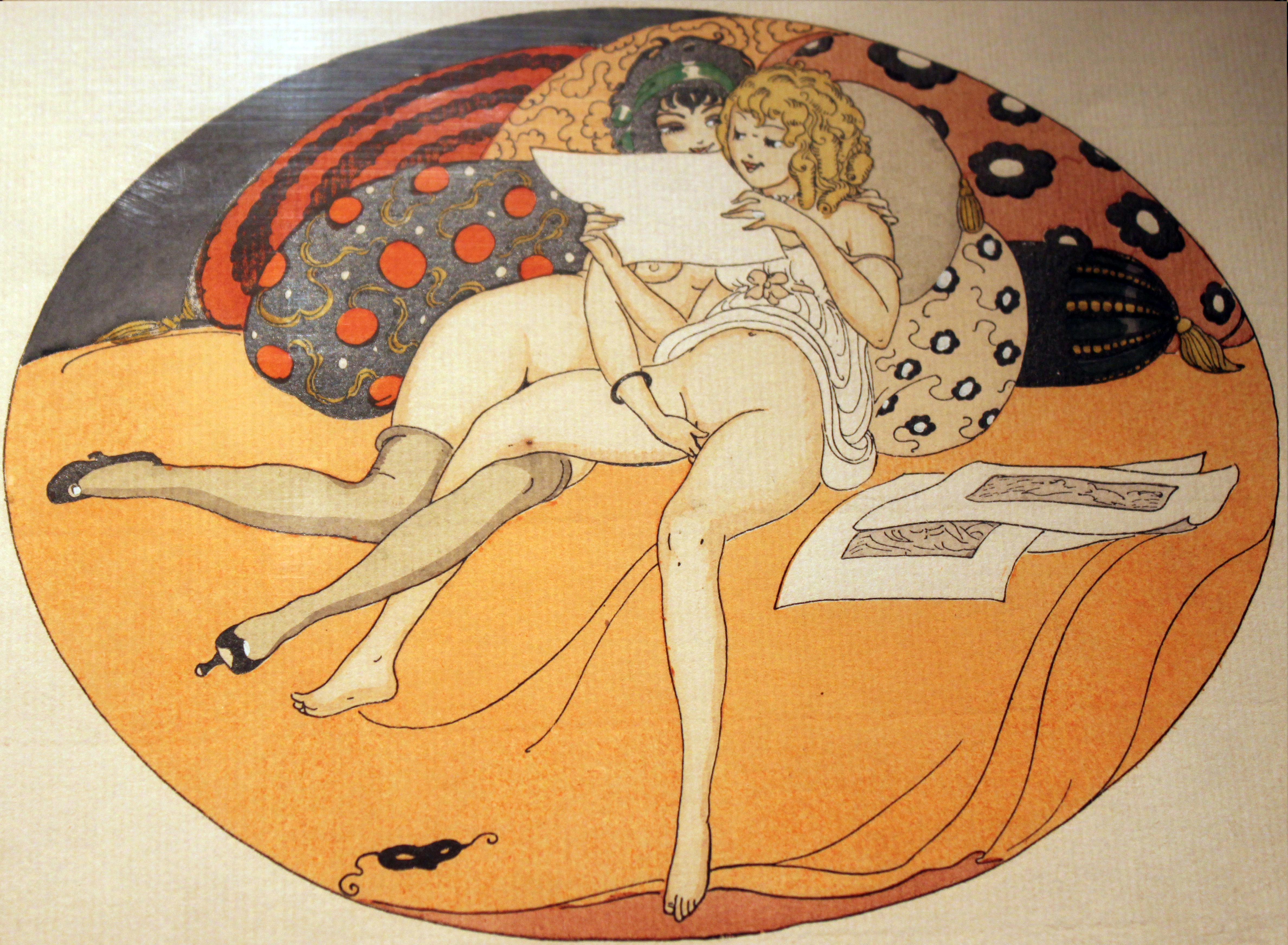
Ilustracja Gerdy Wegener z 1925 roku przedstawiająca palcówkę

Istnieje wiele wersji definicji pettingu. Zasadniczo petting polega na zaawansowanych pieszczotach erotycznych, czyli pieszczeniu narządów płciowych lub innych stref erogennych partnera w taki sposób, że może dojść do osiągnięcia tzw. satysfakcji seksualnej, czyli orgazmu, ale inną metodą niż poprzez immisję (wprowadzenie) członka do pochwy. Jest to aktywność mająca zastąpić pełne współżycie seksualne. Według najszerszej definicji pettingiem są wszelkie formy pieszczot z zastrzeżeniem podanym powyżej, w tym seks oralny. Problematyczne jest również ujęcie w definicji stosunków analnych (i to bez względu na orientację seksualną).

## Formy seksu bez penetracji

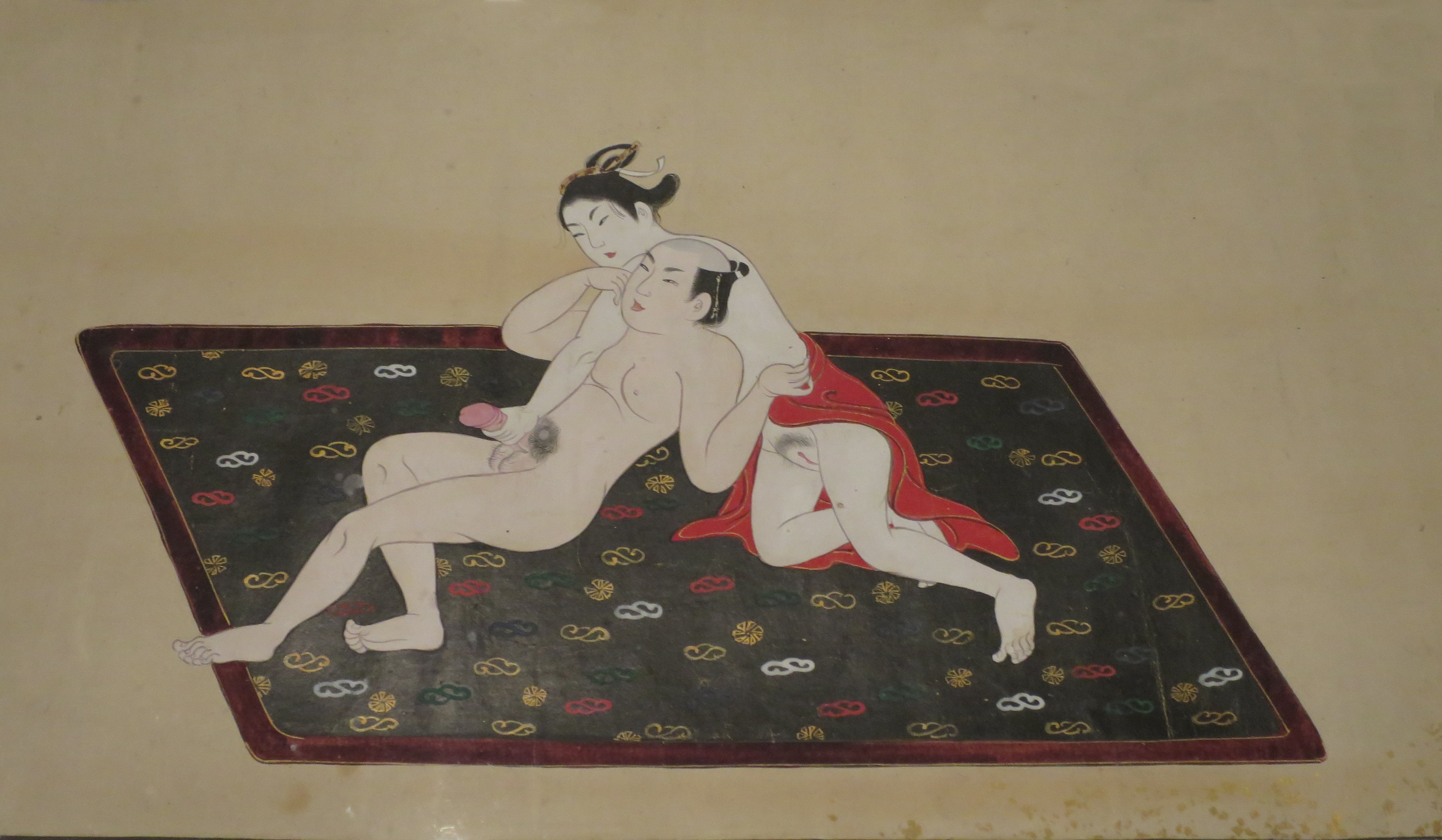
XIX-wieczna japońska ilustracja przedstawiająca ręczną stymulację członka

Petting ma często miejsce w rozwoju seksualnym człowieka pomiędzy fazą masturbacji a rozpoczęciem życia płciowego. Umożliwia człowiekowi łagodne wejście we współżycie seksualne poprzez poznanie i naukę ciała i reakcji, zarówno u siebie, jak i u partnera. Petting pozbawiony jest obaw o ból przy defloracji lub zajście w ciążę, mniejsze są też możliwości wystąpienia zaskakujących negatywnych doznań, wpływających na późniejsze życie seksualne, co może mieć miejsce w przypadku pierwszego pełnego stosunku z immisją i wytryskiem. Z tego powodu petting bywa zalecany przez seksuologów jako etap rozwoju seksualnego człowieka przed pełnym stosunkiem seksualnym. Petting, jako jedna z metod współżycia w okresie przed defloracją kobiety, jest również dopuszczany lub nawet zalecany przez te osoby o umiarkowanych poglądach, które przywiązują zasadniczą wagę do doniosłości aktu utraty przez kobietę dziewictwa.
Petting jest również metodą uprawiania seksu w stałych związkach, gdzie uprawianie seksu z immisją jest utrudnione lub nawet niemożliwe z powodu różnic w budowie anatomicznej narządów seksualnych partnerów, bądź w przypadku krótkotrwałych utrudnień zdrowotnych (np. połóg). Petting jest również formą urozmaicania życia płciowego u partnerów uprawiających normalne stosunki, może także zastępować stosunki seksualne np. w okresach płodnych przy stosowaniu przez partnerów naturalnych metod zapobiegania ciąży. Seksuolodzy podają jednak, że sporadycznie może dojść do zajścia w ciążę podczas pettingu połączonego z wytryskiem nasienia bezpośrednio na kobiece narządy płciowe.

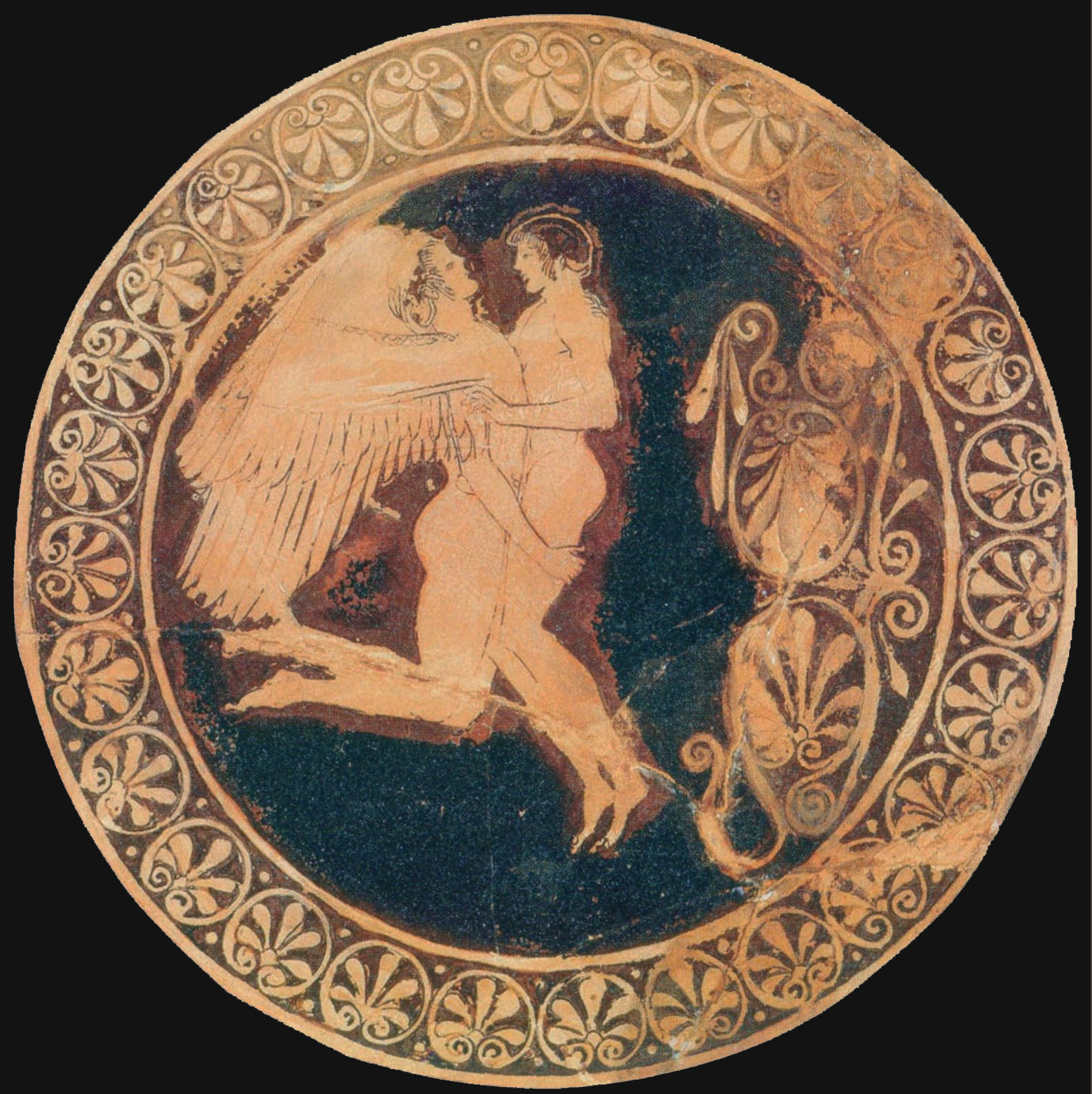
Grecka ilustracja przedstawiająca stosunek międzyudowy pomiędzy skrzydlatym bogiem (Erosem lub Zefirem) a młodzieńcem (prawdopodobnie Hiacyntem)

Zjawiskiem pokrewnym pettingowi jest necking, czyli partnerskie pieszczoty seksualne górnej części ciała.
Formami seksu bez penetracji z udziałem obojga zainteresowanych partnerów są między innymi:
- palcówka (ang. fingering) – pobudzanie palcem pochwy, łechtaczki lub odbytu
- ręczna stymulacja członka (ang. handjob) – pobudzanie ręką penisa przez partnerkę (partnera)
- stosunek udowy (łac. coitus femoralis) – penis znajduje się pomiędzy udami partnerki (partnera)[17]
- stosunek pachowy (łac. coitus axillaris) – penis wykonuje ruchy frykcyjne w dołku pachowym partnerki (partnera)
- stosunek międzypiersiowy (łac. coitus inter mammas) – mężczyzna umieszcza penisa między piersiami kobiety i wykonuje ruchy frykcyjne
- stosunek w szparze międzypośladkowej (łac. coitus interglutealis)
- frot – akty seksualne polegające na wzajemnym pocieraniu się narządami płciowymi np. frot (dwóch mężczyzn pociera się penisami) lub trybadyzm (dwie kobiety pocierają się nawzajem sromami)
- stosunek w stulonej dłoni – funkcję pochwy pełni stulona dłoń, do której mężczyzna wprowadza penisa i wykonuje ruchy frykcyjne.
- stosunek między dużymi palcami stóp – członek umieszczany jest między dużymi palcami lewej i prawej stopy i pobudzany poprzez rytmiczny ucisk
- stosunek między stopami – pobudzanie penisa bosą stopą (ang. footjob)

## Ryzyko
Istnieje pogląd, że z uwagi na to, że seks bez penetracji zazwyczaj nie wiąże się z kontaktem z nasieniem lub wydzielinami pochwy, a także dlatego, że w żadnym momencie nie dochodzi do penetracji pochwy lub odbytu, akty te są wolne od ryzyka. Mimo że ryzyko związane z seksem bez penetracji jest znacznie mniejsze niż w przypadku seksu penetracyjnego, wciąż istnieje pewne ryzyko. Istnieje pewne niewielkie ryzyko ciąży oraz zakażenia chorobami przenoszonymi drogą płciową (STI) w przypadku niektórych form seksu bez penetracji.
Do zajścia w ciążę może wciąż dojść w przypadku seksu analnego lub innych form aktywności seksualnej, w których penis znajduje się w pobliżu pochwy (takich jak seks międzyudowy), gdzie plemniki mogą znaleźć się w okolicy pochwy i przedostać się do środka wraz z wydzieliną pochwy. Istnieje również ryzyko zajścia w ciążę, gdy penis nie znajduje się w pobliżu pochwy, ponieważ plemniki mogą zostać przetransportowane do pochwy poprzez kontakt z palcami lub innymi częściami ciała mającymi kontakt z nasieniem. Wbrew powszechnemu mitowi, nie jest możliwe zajście w ciążę na skutek kontaktu z nasieniem w basenie lub żadnym innym zbiorniku wodnym przy braku penetracji. Plemniki szybko zginęłyby w chlorowanej wodzie — nie zdołałyby przetrwać wystarczająco długo, by dotrzeć do pochwy.
Do chorób mogących się przenosić podczas seksu bez penetracji można zaliczyć:
- wszy łonowe
- wrzody weneryczne
- cytomegalowirus
- brodawki weneryczne
- opryszczkę
- HPV
- mięczak zakaźny
- świerzb
- kiła
- rzęsistkowica

Istnieje kilka sposobów na zmniejszenie ryzyka, w tym stosowanie środków ochronnych, takich jak prezerwatywa, koferdam i rękawiczki lateksowe. W przypadku, gdy dana osoba obawia się niewielkiego ryzyka zajścia w ciążę w wyniku seksu bez penetracji, możliwe jest zastosowanie szeregu hormonalnych metod antykoncepcji. Stosowanie podwójnej ochrony (przy użyciu zarówno bariery jak i hormonalnej antykoncepcji) może być bardzo skuteczne w zapobieganiu zarówno ciąży, jak i przenoszeniu STI.